# Lob der offenen Beziehung (Buch)
Lob der offenen Beziehung. Über Liebe, Sex, Vernunft und Glück ist ein Sachbuch von Oliver Schott. Die Erstausgabe erschien 2010, eine erweiterte 8. Auflage 2015 im Bertz + Fischer Verlag. In dem Werk werden die in der westlichen Gesellschaft üblichen, aber meist unreflektierten Normen der Monogamie auf den Prüfstand gestellt und offene Beziehungen mit mehreren Begründungen verteidigt.

## Inhalt
Schon im Vorwort werden einige Grundideen des Buches erläutert. Das Eingehen einer festen Liebesbeziehung beinhaltet normalerweise die ausgesprochene oder (meist) unausgesprochene Vereinbarung der sexuellen Exklusivität. Monogamie gilt als Selbstverständlichkeit, als feste gesellschaftliche Norm, obwohl gemäß dem aufgeklärten, liberalen Selbstbild unserer Gesellschaft angeblich jeder Mensch sein Privatleben nach seinen individuellen Vorlieben gestalten kann. Offene Beziehungen werden hingegen meist als unverbindlich und unbeständig betrachtet. Der Autor erläutert, dass sie genauso beständig und fest sein können wie geschlossene, monogame Beziehungen, die häufig als „feste“ Beziehungen bezeichnet werden. Er legt dar, dass die Normen und Vorurteile der Kultur, in der ein Mensch aufgewachsen ist, unbemerkt sein Denken und Fühlen beeinflussen.
Im Hauptteil des Buches, das der Autor selbst als „Streitschrift“ bezeichnet, wird zunächst auf die nie dagewesenen Freiheiten in Bezug auf das Beziehungsleben hingewiesen, die es heutzutage de jure und sozioökonomisch in der westlichen Gesellschaft gibt. Im Gegensatz dazu sind aber die gelebten Normen meist wesentlich rigider. Historisch bedeutsam sind für das Thema die Aufklärung (Idee der Autonomie des Individuums, sein Leben frei und bewusst gestalten zu können), die Einführung der Liebesehe und die sexuelle Revolution. Während vor dem bürgerlichen Zeitalter Ehen nach sozioökonomischen Gesichtspunkten arrangiert wurden, wurden sie dann mehr und mehr aus Liebe und freier Entscheidung der Liebenden geschlossen. Eine freiwillig geschlossene Ehe muss aber auch freiwillig wieder gelöst werden können. Damit wird die Institution der Ehe zum Paradoxon, da sie der Stabilität wegen geschlossen wird, aber nicht stabiler ist als die Absichtserklärung der Eheleute.
Wenn Normen sich zeitlich und in Abhängigkeit von den gesellschaftlichen Bedingungen ändern, dann müssen konventionelle Beziehungsformen nicht länger als selbstverständlich hingenommen werden und andere Neigungen als die große ewige Liebe haben ihre Berechtigung. In einem so wichtigen Bereich wie unserem Beziehungsleben ist es für jeden Menschen wichtig, nicht einfach unreflektiert mit dem Strom zu schwimmen.

## Argumente für offene Beziehungen
Offene Beziehungen werden in dem Buch mit folgenden Argumenten verteidigt:
- Es sind schon Millionen von monogamen Beziehungen gescheitert. Die Ursache dafür wird aber meist nicht in den Restriktionen dieser Beziehungsform gesehen, sondern in der mangelnden Beziehungsfähigkeit der Beteiligten oder darin, dass sie den oder die Richtige noch nicht gefunden haben. Wenn hingegen eine offene Beziehung scheitert, wird es der Beziehungsform angelastet.
- Was ist an freiwilligem, einvernehmlichem Sex zwischen Erwachsenen unmoralisch, seit es Möglichkeiten gibt, sich vor ungewollter Schwangerschaft und Geschlechtskrankheiten zu schützen?
- Treue bedeutet von der Wortherkunft, dass man jemandem über längere Zeit beisteht, gerade in schweren Momenten. Das kann man aber auch in einer offenen Beziehung. Treue muss nicht sexuelle Exklusivität bedeuten.
- In einer offenen Beziehung gibt es kein Fremdgehen, weil dieser Begriff keine Bedeutung mehr hat. Sex mit Dritten ist dann ebenso wenig Fremdgehen wie ein Gespräch oder ein Essen mit Dritten in einer monogamen Beziehung.
- Seit Ehen nicht mehr lebenslang geschlossen werden, ist die Norm der sexuellen Exklusivität ohnehin aufgehoben worden. Sie besteht allerdings im Modell der „seriellen Monogamie“ weiter. Aber wenn mehrere Sexualpartner nacheinander erlaubt sind, warum dann nicht auch gleichzeitig?
- Ein Argument gegen gleichzeitige Polygamie ist die begrenzte Menge an Zeit und Aufmerksamkeit, die uns zur Verfügung steht. Aber darum konkurriert man ohnehin mit platonischen Freunden, Hobbys, der Arbeit etc.
- Der Einwand, dass man Liebe nicht teilen kann und sich entscheiden muss, kann durch den Hinweis darauf entkräftet werden, dass wir ja auch beide Eltern und mehrere Kinder lieben können, ohne uns zwischen ihnen entscheiden zu müssen.
- Die Übertragung von Geschlechtskrankheiten kann in einer offenen Beziehung leichter vermieden werden als beim heimlichen Fremdgehen, da offen darüber gesprochen werden kann.

## Das Problem der Eifersucht
Ein wichtiges Problem in allen Beziehungen ist Eifersucht. Hierbei handelt sich um eine komplexe Mischung aus verschiedenen Gefühlen. Eine beträchtliche Rolle spielt meist Verlustangst. Diese kann aber auch in monogamen Beziehungen auftreten durch schwindendes Interesse oder arbeitsbedingte häufige Abwesenheit des Partners und ist dann durchaus berechtigt. Eine Liebesbeziehung zu einer dritten Person wird zwar meist auch Verlustängste hervorrufen, ist aber in einer offenen Beziehung eigentlich keine Bedrohung. Der/die Betroffene kann dies als Chance wahrnehmen, sich mit frühkindlichen Verlusterlebnissen auseinanderzusetzen.

## Rezeption
Das Buch wurde 2010 auf Zeit online rezensiert. Darin heißt es: „Das beste, höchstens etwas schnell geschriebene Buch zum Thema [der Polyamorie] hat wohl der Philosoph und Jungle-World-Autor Oliver Schott mit Lob der offene Beziehungen verfasst.“ Der Einwand gegen offene Beziehungen, dass sie sowieso nicht funktionieren, wird darin so gekontert: „Als würde im Modell der romantischen Liebesbeziehung irgendetwas funktionieren.“
Im Internet finden sich mehrere Rezensionen. Darin heißt es u. a.: „Mit bestechender Stringenz nimmt Oliver Schott die verbreitete Vorstellung auseinander, dass Exklusivität im Bezug auf Liebesbeziehungen zwischen Zweien eine normale, natürliche, irgendwie sinnvolle Vereinbarung sei.“ Das Buch wird als „kluge Aufklärung im Pocketformat“ und „intellektuelle Anregung“ bezeichnet.
Einen sehr kritischen online-Artikel zu alternativen Beziehungsformen und auch zu Schotts Buch hat Iris Dankemeyer unter dem Titel Fuck polyamory veröffentlicht. Darin heißt es u. a.: „in Oliver Schotts … ‚Lob der offenen Beziehung‘ wird die Polyversion als Optimierung menschlichen Sozialverhaltens gefeiert“ und „Wer nicht mehr ‚mononormativ‘ denken will, muß eben die ‚Partei der Freiheit‘ ergreifen – so als könne man sich seine Psychologie selbst erfinden.“ Oliver Schott hat dazu eine Replik publiziert.
Sehr kritisch wurde das Buch von Barbara Eder in der österreichischen Zeitschrift Kulturrisse besprochen. Sie schreibt u. a.: „Seine Ausführungen bedürfen anscheinend nur bedingt der Abfederung durch bestehende Literatur zu Leben und Erfahrung in Mehrfachbeziehungen. Stattdessen schwingt sich der Autor gleichsam zum Erfinder eines mehrmals im Verlauf des Buches als unkonventionell bezeichneten Beziehungsmodells auf.“

## Übersetzung
Das Buch ist 2014 in demselben Verlag auch auf Englisch erschienen, mit dem Titel In Praise of Open Relationships. On Love, Sex, Reason, and Happiness.